# نسيج ميكروأري

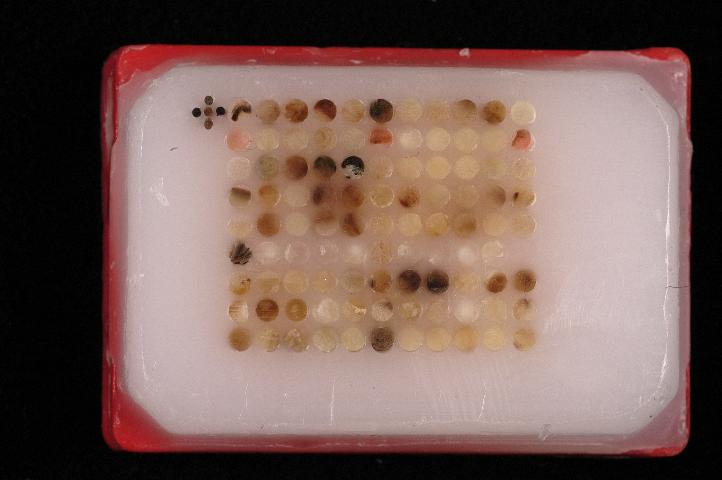
كتلة MicroArray الأنسجة

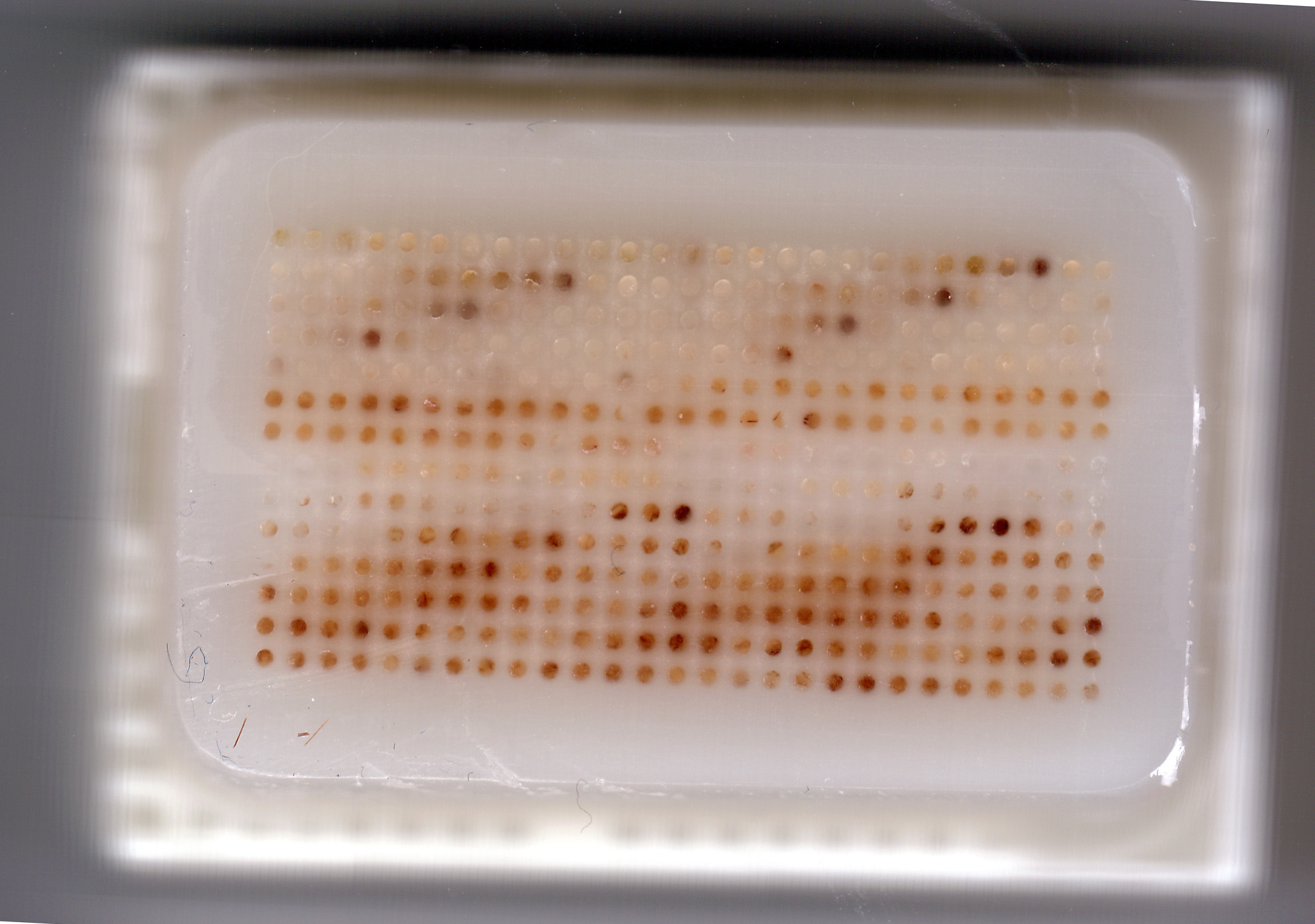
كتلة الأنسجة الأساسية 0.6 مم MicroArray

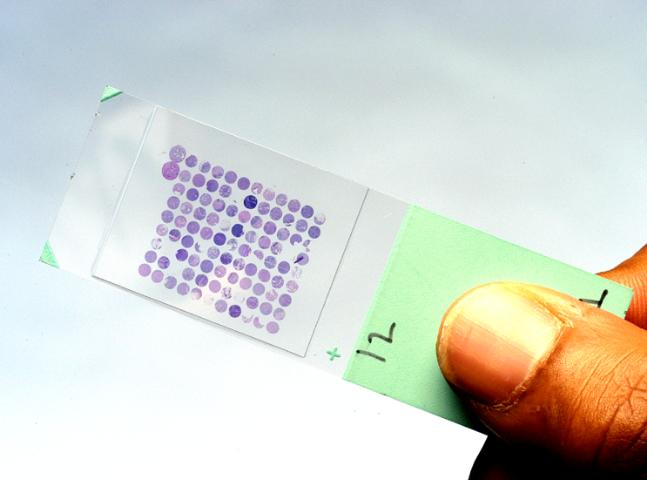
قسم MicroArray للأنسجة

تتكون المصفوفات الدقيقة للأنسجة (بالإنجليزية: Tissue microarrays) (أيضًا TMA) من كتل البارافين التي يتم فيها تجميع ما يصل إلى 1000  نوى الأنسجة المنفصلة في شكل مصفوفة للسماح بالتحليل النسيجي متعدد الإرسال .

## تاريخ
تشمل القيود الرئيسية في التحليل السريري الجزيئي للأنسجة الطبيعة المرهقة للإجراءات ، ومحدودية توافر الكواشف التشخيصية وحجم عينة المريض المحدود. تم تطوير تقنية ميكروأري الأنسجة لمعالجة هذه القضايا.
تم تقديم الكتل متعددة الأنسجة لأول مرة من قبل H. في عام 1998 ، طور J. Kononen ومعاونوه التقنية الحالية، التي تستخدم أسلوبًا جديدًا لأخذ العينات لإنتاج أنسجة ذات حجم وشكل منتظمين يمكن أن تكون أكثر كثافة ودقة.

## إجراء
في تقنية ميكروأري الأنسجة، يتم استخدام إبرة مجوفة لإزالة لب الأنسجة الصغيرة مثل 0.6 مم في القطر من مناطق الاهتمام بالأنسجة المضمنة بالبارافين مثل الخزعات السريرية أو عينات الورم. يتم بعد ذلك إدخال نوى الأنسجة هذه في كتلة بارافين متلقية في نمط مصفوفة متباعدة بدقة. يتم قطع المقاطع من هذه الكتلة باستخدام مشراح، مثبتة على شريحة مجهرية ثم يتم تحليلها بأي طريقة من طرق التحليل النسيجي القياسي. يمكن تقطيع كل كتلة ميكروأري إلى 100-500 قسم، والتي يمكن أن تخضع لاختبارات مستقلة. الاختبارات المستخدمة عادة في ميكروأري الأنسجة تشمل الكيمياء المناعية، والتهجين في الموقع الفلوري . المصفوفات الدقيقة للأنسجة مفيدة بشكل خاص في تحليل عينات السرطان.
أحد الاختلافات هو مجموعة الأنسجة المجمدة .

## استخدم في البحث
كان استخدام المصفوفات الدقيقة للأنسجة مع الكيمياء النسيجية المناعية طريقة مفضلة لدراسة المؤشرات الحيوية للسرطان والتحقق من صحتها في مجموعات مختلفة من مرضى السرطان المحددة. توفر إمكانية تجميع عدد كبير من عينات السرطان التمثيلية من مجموعة محددة من المرضى والتي لديها أيضًا قاعدة بيانات إكلينيكية مقابلة، موردًا قويًا لدراسة كيفية ارتباط أنماط التعبير البروتيني المختلفة بالمعايير السريرية المختلفة. نظرًا لأنه يتم تجميع عينات المرضى في نفس الكتلة، يمكن تلطيخ الأقسام بنفس البروتوكول لتجنب التباين التجريبي والمصنوعات الفنية. تم استخدام مجموعات مرضى السرطان السريري ومجموعات المصفوفات الدقيقة للأنسجة المقابلة لدراسة المؤشرات الحيوية للسرطان التشخيصية والإنذارية والعلاجية التنبؤية في معظم أشكال السرطان، بما في ذلك سرطان الرئة والثدي والقولون والمستقيم وسرطان الخلايا الكلوية.    
تم أيضًا استخدام الكيمياء المناعية جنبًا إلى جنب مع المصفوفات الدقيقة للأنسجة بنجاح في جهود واسعة النطاق لإنشاء خريطة لتعبير البروتين على نطاق عالمي أكثر. 